# سبزموزخوارها
سبزموزخوارها (نام علمی: Crinifer) نام یک سرده از تیره موزخوار است.

## گونه‌ها
- سبزموزخوار شرقی Crinifer zonurus
- سبزموزخوار غربی  Crinifer piscator